# Pyrestes inaequalicollis
Pyrestes inaequalicollis är en skalbaggsart som beskrevs av Hayashi 1962. Pyrestes inaequalicollis ingår i släktet Pyrestes och familjen långhorningar. Inga underarter finns listade i Catalogue of Life.